# 오라동 망배단
오라동 망배단은 제주특별자치도 제주시 오라2동 3135에 있는 제단이다. 2013년 12월 27일 제주특별자치도의 향토유산 제11호로 지정되었다.

## 지정 사유
유림들이 왕조시대 국가적인 의식이나 왕조의 경조시 모여 북방요배를 하거나 만세를 불렀던 장소로 현재 도내 망배단 중 유일하게 석축구조가 남아 있다. 우리 선인들이 충군애국 사상을 오늘날에 되살리고 애국애족으로 승화시켜 후생들로 하여금 산 교육장의 도장으로 활용하는데 의의가 크다.